# Jay Cutler (Bodybuilder)

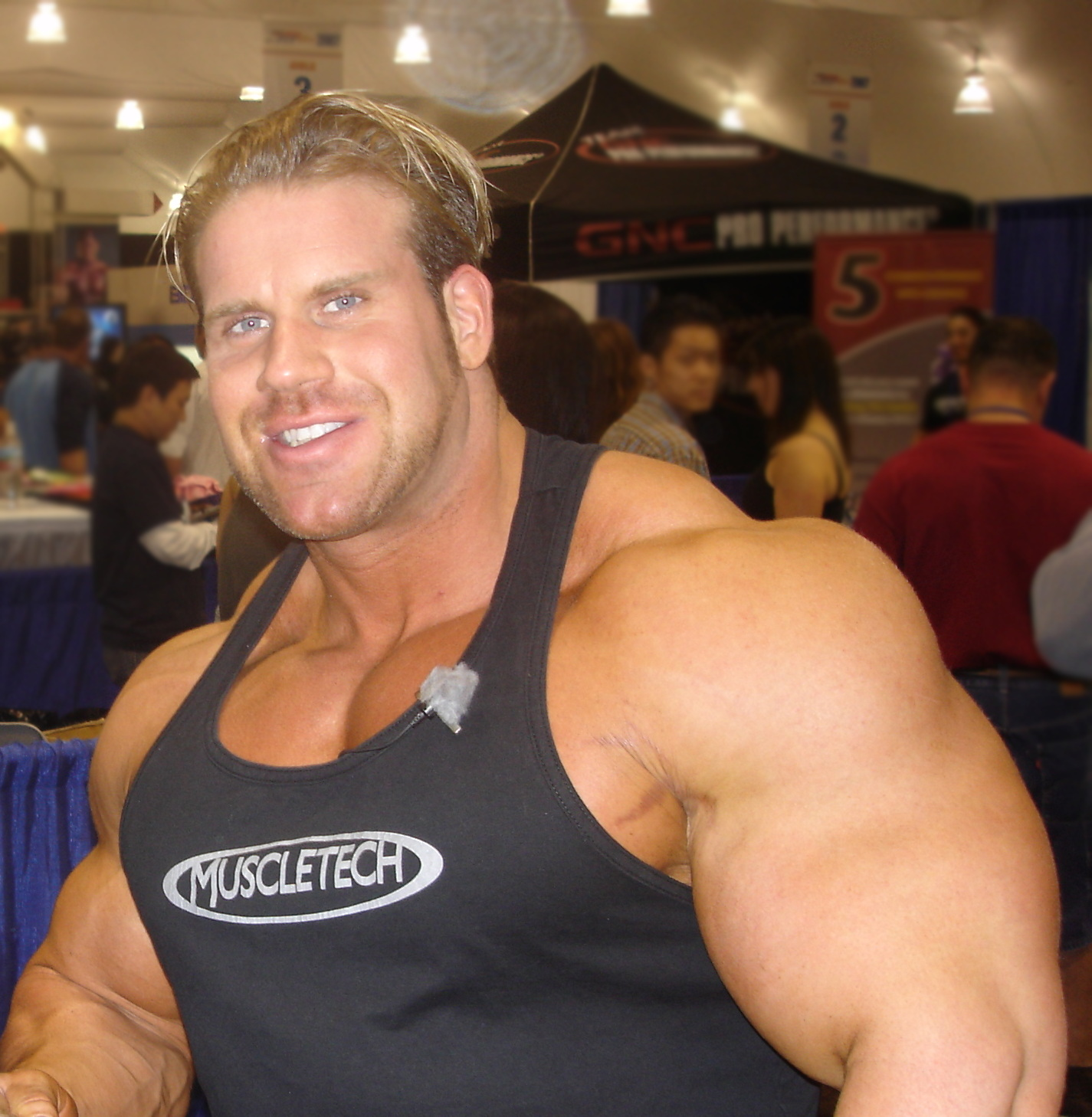
Jay Cutler 2008

Jay Cutler (geb. Jason Isaac Cutler; * 3. August 1973 in Worcester, Massachusetts) ist ein US-amerikanischer Profi-Bodybuilder. Im Laufe seiner Karriere gewann er 2006, 2007, 2009 und 2010 den Mr. Olympia-Wettbewerb. 

## Karriere
1991 begann Cutler als 18-Jähriger mit dem Bodybuilding-Training. Ein Jahr später nahm er an verschiedenen Wettkämpfen der National Physique Committee, des größten Amateur-Bodybuildingverbandes der USA teil. 1993 folgte mit dem Sieg beim NPC Iron Bodies Invitational der erste größere Erfolg. Nachdem Cutler 1996 die Nationalen Meisterschaften bei den Männern hatte gewinnen können, wechselte er ins Profilager. Drei Jahre später konnte sich Cutler erstmals für die Teilnahme am Mr. Olympia, dem angesehensten Wettbewerb im professionellen Bodybuilding, qualifizieren und belegte in der Endabrechnung Platz 14. Im Jahr 2000 folgte schließlich der erste Sieg bei den Profis, als Cutler bei der Night of Champions die gesamte Konkurrenz auf die hinteren Plätze verwies. Beim Mr. Olympia folgte ein achter Platz. Ein Jahr später belegte Cutler bei diesem Wettbewerb überraschend den zweiten Platz hinter Ronnie Coleman. In den folgenden Jahren avancierte Cutler zum härtesten Kontrahenten Colemans. Er gewann zwischen 2002 und 2004 dreimal in Folge die Arnold Classic, die nach dem Mr. Olympia zweitwichtigste Veranstaltung im Bodybuilding. Darüber hinaus belegte er in den Jahren 2003, 2004 und 2005 beim Mr. Olympia jeweils den zweiten Platz hinter Coleman, bevor er diesen schließlich am 30. September 2006 bezwang und damit zum ersten Mal den angesehensten BB-Titel sein Eigen nennen durfte. 2007 konnte er seinen Triumph wiederholen. Jedoch verlor er 2008 den Mr.-Olympia-Titel an Dexter Jackson und wurde Zweiter. 2009 "holte er sich den Titel zurück". 2010 verteidigte er seinen Titel erfolgreich gegen Phil Heath. Damit ist er 3-facher Arnold Classic und 4-facher Mr.Olympia Sieger.

## Sonstiges
Jay Cutler wurde als jüngstes von sieben Kindern geboren und versorgte in jungen Jahren die Tiere auf dem Bauernhof seiner Eltern. Als Jugendlicher arbeitete Cutler im Zementwerk seines Bruders. Nach der High-School ging er aufs College, wo er seinen Abschluss in Kriminalrecht erwarb.

Er lebt in Las Vegas (Nevada).
Jay Cutler wird gesponsert von Muscular Development und der Supplement-Firma BPI.
Jay Cutler ist 1,75 m groß und hat ein Wettkampfgewicht von fast 125 kg. Außerhalb der Wettkampfsaison (Off-Season) sind es 140 kg.
- Nackenumfang: 50 cm
- Brustumfang: 147 cm
- Oberarmumfang: 56 cm
- Bauchumfang: 86 cm
- Oberschenkelumfang: 83 cm
- Wadenumfang: 51 cm

## Wichtigste Titel
- 2000 IFBB Night of Champions
- 2002 IFBB Arnold Classic
- 2003 IFBB IronMan Pro Invitational
- 2003 IFBB Arnold Classic
- 2003 IFBB San Francisco Pro Invitational
- 2003 IFBB Grand Prix England
- 2003 IFBB Grand Prix Holland
- 2004 IFBB Arnold Classic
- 2006 IFBB Mr. Olympia
- 2006 IFBB Grand Prix Austria
- 2006 IFBB Grand Prix Romania
- 2006 IFBB Grand Prix Holland
- 2007 IFBB Mr. Olympia
- 2009 IFBB Mr. Olympia
- 2010 IFBB Mr. Olympia